# Sevrai
Sevrai település Franciaországban, Orne megyében. Lakosainak száma 285 fő (2022. január 1.). Sevrai Écouché-les-Vallées, Joué-du-Plain és Saint-Brice-sous-Rânes községekkel határos.

## Népesség
A település népessége az elmúlt években az alábbi módon változott:
| Lakosok száma | 246  | 251  | 259  | 256  | 259  | 267  | 272  | 279  | 285  |
|               | 2013 | 2015 | 2016 | 2017 | 2018 | 2019 | 2020 | 2021 | 2022 |